# Улица Леяс (Рига)
Улица Ле́яс (Lejas iela — с латыш. — «Долинная») — улица в Риге, в Видземском предместье, в историческом районе Браса. Начинается от улицы Казарму, ведёт в северном направлении до перекрёстка с улицей Упес. В средней части пересекает улицу Иерочу; с другими улицами не пересекается.
Длина улицы — 337 метров. На всём протяжении замощена булыжником. Движение по улице двустороннее. Общественный транспорт по улице не курсирует.

## История
Улица Леяс впервые показана на картах города в 1867 году под своим нынешним названием (рус. Долинная, нем. Talstrasse). Переименований улицы не было.
Застроена преимущественно многоквартирными домами малой и средней этажности.